# 100 días para enamorarse (telenovela chilena)
100 días para enamorarse é uma telenovela chilena produzida e exibida pela Mega desde 12 de dezembro de 2019. É baseado na telenovela argentina Cien días para enamorarse.
Estrelada por María Elena Swett e Luz Valdivieso, co-estrelada por Diego Muñoz, Marcelo Alonso, Celine Reymond, Fernando Larraín, Sebastián Layseca, Claudia Pérez, Felipe Rojas, César Sepúlveda, Teresita Commentz, entre outros.

## Enredo
Laura Domínguez (Maria Elena Swett) e Antonia Salinas (Luz Valdivieso) são duas grandes amigas. O primeiro é advogado e o segundo trabalha em um corretor imobiliário.
Ambos têm suas famílias formadas: Laura se casou com Pedro Valdés (Diego Muñoz), outro advogado com quem ela tem dois filhos. Enquanto isso, Antonia mora com Kike (Sebastián Layseca), um músico que ainda aguarda sua grande oportunidade de sucesso. Embora a verdade seja que o cara é um fracasso que não quer trabalhar um dia para ninguém. Claro, ele cuidou da filha de Antonia, Martina (Teresita Commentz).
As vidas de Laura e Antonia sofrerão uma reviravolta fundamental quando decidirem se separar de seus respectivos parceiros no mesmo dia, sem ter certeza de onde seus caminhos mudarão. Assim, enquanto Laura assinará um contrato com seu ex, onde eles decidem se divorciar legalmente após 100 dias, mas vivendo separados; Antonia deve ver como o grande amor de sua juventude e o pai de sua filha, Diego Prieto (Marcelo Alonso), retorna à sua história.

## Elenco
- María Elena Swett como Laura Domínguez
- Diego Muñoz como Pedro Valdés
- Luz Valdivieso como Antonia Salinas
- Marcelo Alonso como Diego Prieto
- Sebastián Layseca como Kike Martinez
- Celine Reymond como Mané Valenzuela
- Fernando Larraín como Javier Muñoz
- Claudia Pérez como Florencia González
- Felipe Rojas como Pablo Domínguez
- Shlomit Baytelman como Lourdes Cotapos
- César Sepúlveda como Andrés García
- Andrea Eltit como Carmen Mujica
- Gabriel Prieto como Leo Salinas
- Teresita Commentz como Martina Salinas/Martín Salinas
- Clemente Rodríguez como Clemente Valdés
- Santiago Díaz como Lucas Valdés
- Valentina Alvear como Julieta Muñoz
- Simón Acuña como Nicolás Muñoz
- Daniela Muñoz como Manu
- Catherine Mazoyer como Magdalena Alvear
- María José Bello como Catalina Mardones
- Amalia Kassai como Cristina Vicuña
- Jacqueline Boudon como Raquel Soto
- Juan Pablo Sáez como Sebastian Ruiz
- Muriel Martin como Tamara Galindo
- Sebastián Arrigorriaga como Joaquín
- Bárbara Ríos como Solange
- Daniel Guillón como Cita, tinder de Laura
- Cristián Alegría como homem na discoteca
- Daniel Elosúa como homem na discoteca
- María José Quiroz como María José Quintana
- Mayte Sarmiento como Sole
- Iñaki Larraín como Borja
- Catalina Vera como Esther
- Julio César Serrano como Bombero, amigo de Javier
- Carolina Paulsen como Alicia, mãe de Manu
- Paulo Brunetti como terapeuta de Laura e Pedro